# Urania Ruda Śląska
Urania Ruda Śląska – polski klub piłkarski z Rudy Śląskiej. W sezonach 2001/02, 2002/03, 2003/04 grał w IV lidze.

## Informacje ogólne
- Pełna nazwa: Górniczy Klub Sportowy Urania Ruda Śląska
- Rok założenia: 1921
- Adres: Ks. Tunkla 12, 41-707 Ruda Śląska
- Stadion: przy ul. Tunkla

pojemność – 2000
oświetlenie – brak
wymiary – 100 m × 69 m

## Sukcesy
- 3. miejsce w II lidze – 1973/1974
- 1/4 finału Pucharu Polski – 1969/1970 (z Legią Warszawa: 0:0 i 0:1)

## Historia
W 1965 Urania Kochłowice zmieniła nazwę na Urania Ruda Śląska, w związku z włączeniem Kochłowic do Rudy Śląskiej.
Powstanie klubu miało związek z ruchem powstańczym ludu śląskiego. Upadło krwawo stłumione I powstanie śląskie, władze na terenach objętych działaniami powstańczymi objęła Komisja Międzysojusznicza, patronując nad przygotowaniami do plebiscytu, a następnie nad samym plebiscytem. Powstawały komisariaty plebiscytowe: polski w Bytomiu, niemiecki w Katowicach, które starały się zabezpieczyć sobie jak najwięcej głosów, by przesądzić na swoją korzyść wyniki plebiscytu. Działacze polskiego komisariatu plebiscytowego rozumieli rolę sportu w akcji zjednywania Polski, młodzieży śląskiej, pozyskanie jej głosów. Dlatego patronowali akcji powstawania polskich organizacji sportowych, które miały stanowić alternatywę dla niemieckich Sportvereinów.
Na terenie Kochłowic istniało w omawianym czasie Polskie Towarzystwo Gimnastyczne „Sokół”, kierowane przez Kaczmarskiego, Kosierowskiego, Zielińskiego, Janusa i Bistę. Borykało się ono z wielkimi trudnościami natury finansowej i dlatego wiosną 1921 r. przy poparciu polskiego komisariatu plebiscytowego pierwszy klub sportowy o bogatych planach i dużych możliwościach, przyjął nazwę „Życie”. Założycielami tej organizacji sportowej byli m.in. Antoni Szczyrba, Józef Wypiór, Tomasz Stowski, Jan Chowaniec, Szczepan Mrowiec, Antoni Mańka. Na początek założono dwie sekcje: lekkoatletyczną i palanta, które zdobyły sobie sporo zwolenników, poczęto organizować zawody i rozgrywać spotkania. Młodego klubu nie stać było na budowę obiektu sportowego. Dlatego treningi i imprezy odbywały się na łąkach na terenach obecnych plant obok dworca. 
Po jakimś czasie zarysował się kryzys organizacyjny i „Życie” rozpadło się na dwa kluby KS „Haller” oraz KS „Atak”. „Haller” przejął sekcję palanta, zorganizował piłkarską, która zgłoszona została do rozgrywek w klasie B. Po krótkim czasie przeszedł pod opiekuńcze skrzydła Federacji Robotniczych Klubów Sportowych, zmieniając nazwę na RKS „Siła”. Pomoc finansowa organizacji robotniczych pozwoliła na rozwinięcie owocnej działalności. W niedługim czasie zespół palanta RKS „Siła” okazał się bezkonkurencyjny, zdobywając w latach 1924 i 1928 tytuł mistrza Polski. Jego działalność nie trwała jednak długo. 
RKS „Siła” zakontraktowała międzynarodowe zawody sportowe z Robotniczym Klubem Sportowym z Ostrawy. Zawody wzbudziły wielkie zainteresowanie nie tylko w Kochłowicach i wszystko wskazywało na to, że na miejscowym boisku zabraknie miejsca dla wszystkich chętnych oglądania pojedynku. Władze sanacyjne zaniepokojone olbrzymim zainteresowaniem towarzyszącym imprezie organizowanej przez komunistów – jak nazywano sportowców RKS, zabroniło przeprowadzania zawodów niemal w ostatniej chwili. Pomimo szykan i presji mecz doszedł do skutku na terenie parku Kościuszki w Katowicach i zakończył się zwycięstwem Kochłowic. Klub RKS „Siła” został jednak rozwiązany, a jego dawni członkowie utworzyli nowy klub, któremu nadali nazwę „Samson”. Rozwinął on dość obiecującą działalność, tworząc trzy dobrze prosperujące sekcje: zapaśniczą, podnoszenia ciężarów i gimnastyczną. Władze Kochłowic pomogły w budowie boiska, bieżni, kortów tenisowych i szatni. W tych przychylnych warunkach w latach 1933–1936 klubowi zapaśnicy czterokrotnie sięgnęli po tytuł drużynowego mistrza Polski, a: Eryk Kuchta, Paweł Mańka i Wincenty Garus dzierżyli szarfy mistrzowskie. Dobrze spisywali się również ciężarowcy, spośród których Leon Himel i Jan Copik piastowali tytuły mistrzów Polski i reprezentowali barwy Polski w spotkaniach międzynarodowych. Równolegle z sukcesami KS „Samson” wiele osiągnięć zanotował na swym koncie drugi klub sportowy działający w Kochłowicach – „Haller”. Jego imię rozsławili głównie piłkarze oraz zespół palanta.

## Prezesi klubu
- Zygmunt Kozierowski (1921–1923)
- Piotr Galeja
- Tomasz Stowski
- Paweł Madeja
- Jan Podstawski
- Jan Skrzypiec
- Paweł Szulc (1932–1937)
- Piotr Kołodziej (do wybuchu wojny)
- Ryszard Marek (1945–1949)
- Jerzy Ogaza (1950)
- Emil Matysek (1951)
- Ryszard Marek (1952–1954)
- Franciszek Jacuch (1955)
- Eryk Kuchta (1956–1957
- Ryszard Elias (1957)
- Henryk Wolański (1958–1959)
- Marian Antoniewicz (1960–1961)
- Mieczysław Cygan (1962)
- Jerzy Dyla (1963)
- Gustaw Dańda (1963– ?)
- Herman Mleczko (1966–1970)
- Kazimierz Gabryś (1971–1973)
- Włodzimierz Etryk (1974–1981)
- Zygmunt Barczyk (1982–1991)
- Jan Galeja (1992–1995)
- Stanisław Mitas (1995–2005)
- Bernard Wawrzynek (2005–2020)
- Mateusz Jamka (2020–2022)
- Mateusz Matura (2022–2023)
- Tomasz Droździk (od 2023)